# Senecio lividus
Senecio lividus ist eine Pflanzenart aus der Gattung Greiskräuter (Senecio) in der Familie der Korbblütler (Asteraceae).

## Merkmale
Senecio lividus ist ein nach Fenchel riechender, einjähriger Schaft-Therophyt, der Wuchshöhen von 20 bis 70 Zentimeter erreicht. Der Köpfchenstand besitzt Drüsenhaare. Die 3 bis 5 äußeren Hüllblätter sind grün und 2 bis 2,5 Millimeter lang, die inneren dagegen sind mit 10 Millimeter länger. Die Länge der Zungenblüten entspricht einem Drittel bis einem Viertel der Länge der Hülle. Die Frucht ist 3 Millimeter groß.
Die Blütezeit reicht von April bis Juni.
Die Chromosomenzahl beträgt 2n = 40.

## Vorkommen
Senecio lividus kommt im Mittelmeerraum vor. Das Verbreitungsgebiet umfasst Marokko, Algerien, Portugal, Spanien, Frankreich, Italien, Tunesien, Sardinien, Korsika, Sizilien, Malta, Griechenland, Kreta, die Ägäis und die Türkei.

## Belege
1. 1 2 3 4  Ralf Jahn, Peter Schönfelder: Exkursionsflora für Kreta. Mit Beiträgen von Alfred Mayer und Martin Scheuerer. Eugen Ulmer, Stuttgart (Hohenheim) 1995, ISBN 3-8001-3478-0, S. 317.
2. ↑   Tropicos.
3. ↑  Werner Greuter (2006+): Compositae (pro parte majore). – In: W. Greuter & E. von Raab-Straube (ed.): Compositae. Euro+Med Plantbase - the information resource for Euro-Mediterranean plant diversity. 
Datenblatt Senecio lividus In: Euro+Med Plantbase - the information resource for Euro-Mediterranean plant diversity.